# Halden Ishall
Die Halden Ishall ist eine Eissporthalle in der norwegischen Stadt Halden. Sie wurde im Jahr 1988 mit einer Kapazität von 1.200 Plätzen eröffnet. Seit einer Erweiterung nach der Saison 2007/08 bietet die Halle Platz für 2.200 Zuschauer.
Die Halle wird hauptsächlich für Eishockey genutzt und ist die Heimspielstätte der Eishockeymannschaft IK Comet, die in der zweithöchsten norwegischen Liga 1. divisjon spielt.